# Arbeitsgemeinschaft Koblenzer Karneval
Die Arbeitsgemeinschaft Koblenzer Karneval e. V. (AKK) ist die Dachorganisation für 43 Karnevals- und Möhnengesellschaften der Stadt Koblenz mit insgesamt über 10.000 Mitgliedern. Zweck der AKK ist die Förderung des heimatlichen Brauchtums, der moselfränkischen Mundart und des volkstümlichen Koblenzer Karnevals.
Die meisten Koblenzer Karnevalsgesellschaften sind in der Arbeitsgemeinschaft Koblenzer Karneval zusammengeschlossen. Nach dem Zweiten Weltkrieg waren die Karnevalisten bei den ersten, denen es gelang, durch die französische Besatzungsverwaltung die Wiederzulassung von öffentlichen Veranstaltungen zu erlangen. Schon waren sich die Experten der Rhein-Mosel-Stadt einig: Falls ein neuer Start mit dem Brauchtum, dann nur, wenn die Angelegenheit durch eine Dachorganisation gelenkt wird.
In den damaligen Statuten hieß es: Nur so kann das alte heimatliche Volksfest gestaltet werden. Unter dem Dach des Arbeitsausschusses Koblenzer Karneval begann das närrische Treiben ab 1949. Daraus entwickelte sich 1955 die Interessengemeinschaft Koblenzer Karneval, die dann schließlich 1962 in Arbeitsgemeinschaft Koblenzer Karneval e. V., kurz AKK, umbenannt wurde.
Geburtshelfer dieses ersten Arbeitsausschusses waren prominente Karnevalisten:
- Jupp Thunert, Präsident der Funken Rot-Weiß,
- Jupp Dommermuth, Vizepräsident der Großen Koblenzer Karnevalsgesellschaft
- Peter Seelig, Kommandant der Prinzengarde Blau-Weiß im Verband der Großen,
- Willi Lindner, Präsident der Großen,
- Jupp Becker, Präsident der Karnevalsgesellschaft Gelb-Rot,
- Willy Lescrinier, Kommodore des Alt-Herren-Corps, und
- Toni Molitor, Präsident der Gesellschaft Grün-Weiß.

Die AKK bestand aus drei Organen, dem Vorstand, der Delegiertenversammlung und dem Ehrenausschuss. Der Vorstand bestand damals aus Präsident, Vorsitzendem, einem Stellvertreter, Geschäftsführer, Schatzmeister, Protokollführer und künstlerischem Beirat, der wiederum drei Beisitzer hatte. Der Ehrenausschuss setzte sich aus verdienten Koblenzer Bürgern zusammen, die bereit waren, dem Karneval zum Ansehen zu verhelfen und an der Gestaltung des heimatlichen Brauchtums mitzuwirken. Die Mitglieder dieses Ehrenausschusses wurden vom Präsidenten berufen.
Mit der Satzung vom Mai 1990 entfiel der Ehrenausschuss, so dass nur noch die Delegiertenversammlung und der Vorstand Organe der AKK sind. Der Vorstand besteht aus Präsident, Vizepräsident, Schatzmeister, Protokollchef, Künstlerischem Beirat und bis zu sechs Beisitzern für verschiedene Funktionen.
Jeder angeschlossene Verein entsendet zur Arbeitsgemeinschaft Delegierte. Diese sind bei den Zusammenkünften für ihren Verein stimmberechtigt. Die Zusammenkünfte heißen laut Satzung Delegiertenversammlungen.
Selbstverständlich verleiht die Arbeitsgemeinschaft eigene Orden. Der Große AKK-Verdienstorden zählt zu den angesehensten Auszeichnungen im Koblenzer Karneval. Er wird jedes Jahr gemäß AKK-Vorstandsbeschluss höchstens dreimal verliehen. In der Regel werden auf Antrag der Vereine während der Session die AKK-Halsorden verliehen.
Die AKK richtet unter anderem die spektakulären Veranstaltungen während der Session aus. Dazu gehören:
- die Wahl des Prinzen und der Confluentia,
- die Sessionseröffnung am 11. November um 11:11 Uhr auf dem Münzplatz,
- die Vorstellung der närrischen Repräsentant der Stadt Koblenz, vor der örtlichen Presse und damit vor der Öffentlichkeit,
- die feierliche Inthronisation des Prinzen und der Confluentia mit großem Rahmenprogramm in der Rhein-Mosel-Halle,
- die Sitzung für Menschen Handicap für den Bindertensportverband in der Rhein-Mosel-Halle
- die Sitzung für die Senioren der Stadt Koblenz mit dem Amt für Jugend, Senioren, Familien und Soziales in der Rhein-Mosel-Halle
- die AKK-Schängelschiffe (früher den Schängelexpress),
- die Vereidigung der närrischen Garden, die mit dem Prinzen in die großen Schlachten ziehen,
- der Erstürmung der Bundeswehr,
- der Sturm auf das Rathaus mit Übergabe des Stadtschlüssels durch den OB
- der Rosenmontagszug.

Die AKK erfüllt noch eine andere angenehme und auch schwere Aufgabe. Wenn alles vorüber ist, setzt sich eine Jury, der auch der Koblenzer OB, die Presse und Vertreter von drei AKK-Vereinen angehören, an den runden Tisch und beurteilen die schönsten, größten und vor allem die witzigsten und originellsten Wagen, Fußgruppen und sogar Einzelpersonen, die im Rosenmontagszug gesehen worden sind. Danach werden die Preise verteilt. In der Regel vier. Es gibt Pokale und Geldpreise für die Besten.
Damit es in den Sommermonaten nicht langweilig wird, wird im Juni der traditionelle AKK-Frühschoppen im Weindorf ausgerichtet, bei dem dann auch die Preisverleihung für die Gewinner des Rosenmontagszuges erfolgt.
Im Frühjahr 2001 wurde das Rheinsche Fastnachtsmuseum durch den Förderverein Rheinsches Fastnachtsmuseum e. V. im Kehlturm des Fort Großfürst Konstantin eröffnet. Hier wird den Besuchern der rheinische Karneval von Basel bis Köln in einer Ausstellung auf zwei Etagen nähergebracht. Seit 2004 steht das Museum unter der Verwaltung der AKK.